# Fraktálművészet

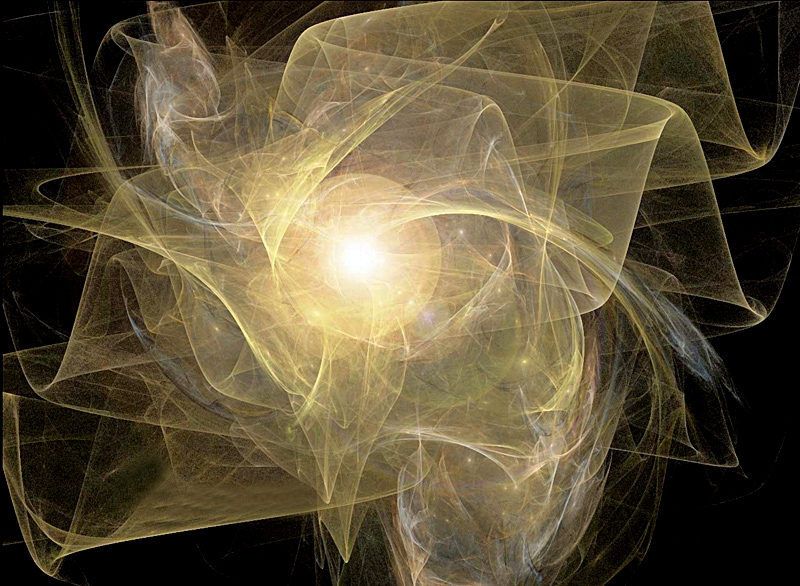
Számítógéppel generált fraktálkép

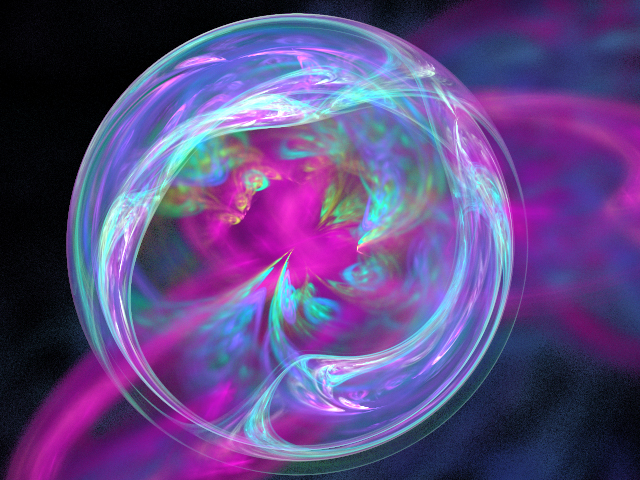
Számítógéppel generált fraktálkép

A fraktálművészet a képzőművészetben a digitális művészet új ága, amelynek lényege a matematikában fraktáloknak nevezett önhasonló alakzatok digitális művészi megjelenítése vagy felhasználása. Jelenleg kétféle számítógépes, fraktál algoritmusokkal létrehozható ága létezik: a vizuális fraktálművészet fraktálképek, fraktálanimációk, valamint az audiális (auditív), azaz zenei fraktálművészet.
A digitális eszközökkel, számítógépes fraktál algoritmusok alkalmazásával létrehozott művészeti alkotásokat (állókép, mozgókép, zene) nevezzük fraktálművészetnek.
A zenében eddig kevéssé kiforrott meghatározással hivatkoznak a fraktálzenére, legtöbbször megzenésített matematikaként említik.

## Meghatározása

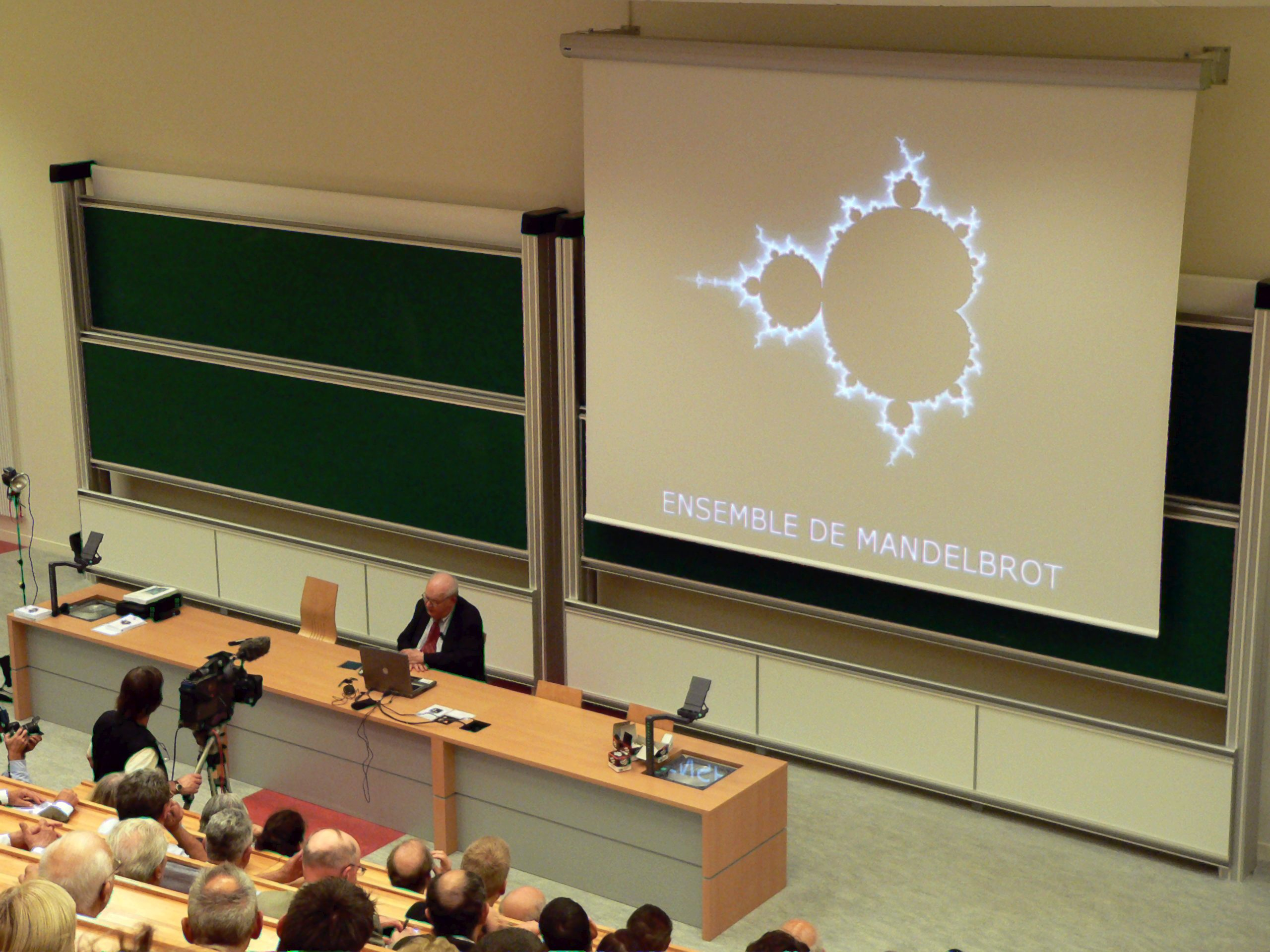
Benoît Mandelbrot a katedránál, a vetítővásznon a róla elnevezett Mandelbrot-halmaz

A fraktálművészet meghatározásakor legtöbben az L. Kerry Mitchell matematikus és fraktálművész által leírt definícióra támaszkodnak, melyet a mi a fraktálművészet és mi nem? című cikkében írt le. A fraktálművészet körébe fraktálalgoritmusok számításai eredményeként megjeleníthető műalkotások tartoznak; állóképek, animációk vagy zenék. Az alkotások létrehozásának legelterjedtebb módja a számítógépes technika. A fraktálművészettel is foglalkozó képzőművészek az alkotások létrehozására – legelterjedtebb módszerként – fraktálgeneráló szoftvereket alkalmaznak. A szoftverek között találhatók kifejezetten képzőművészek számára fejlesztett változatok. Egyes fraktálművészek saját maguk is fejlesztenek fraktálgeneráló szoftvereket, illetve saját szkript- vagy adatállományokat írnak a már meglévő szoftverekhez. L. Kerry Mitchell fraktálművészeti meghatározásában kiemeli, hogy az automatikusan generált fraktálkép önmagában nem, csak a gondosan, művészi igényességgel, egy alkotói folyamatban lépésről lépésre kidolgozott fraktálkép tekinthető fraktálművészeti alkotásnak.
A művészeket régóta foglalkoztatta a zene vizualizációja, illetve a vizuális élmények zenében való visszaadása. A fraktálművészet ehhez annyiban járul hozzá új elemmel, hogy lehetőséget teremt a geometriai alakzatok algoritmikus jellegű megzenésítésére is. A fraktálzene úgy születik, hogy a tört dimenziójú, önhasonló matematikai ábrákat, a fraktálokat leképezik hangokká. A zeneszerzők ezeket a matematikai alapú zenéket vagy egyfajta inspirációként használják fel a komponáláskor, egyesek a teljes egészében a fraktál algoritmusok útján számítógéppel generált „zajt” is fraktálzenének tekintik.

## Története
A Mandelbrot-halmaz leírásával nyílt lehetőség a fraktálok síkbeli grafikai megjelenítésére. A számításokhoz és a képek megjelenítésére alkalmas számítógépes technika az 1980-as években jelent meg először, lehetővé téve a digitális fraktálművészet gyors kibontakozását. A Mandelbrot-halmaz ikonikus jelképévé, alap ábrájává vált a fraktálművészetnek és emiatt leíróját, Benoît Mandelbrot matematikaprofesszort nevezik a fraktálgeometria atyjának. A másik ikonikus ábra a Julia halmaz. Scott Draves világhírű amerikai videoművész 1992-ben alkotta meg a flame algoritmust . Scott Draves algoritmusán alapszik az Apophysis, az egyik legnépszerűbb fraktálkép- és animációszerkesztő szoftver. A matematikai számításokon alapuló tulajdonsága miatt a fraktálművészeti alkotásokat esetenként matematikai képként vagy vizuális matematika-ként említik.

## Fraktál állóképet és animációt generáló szoftverek

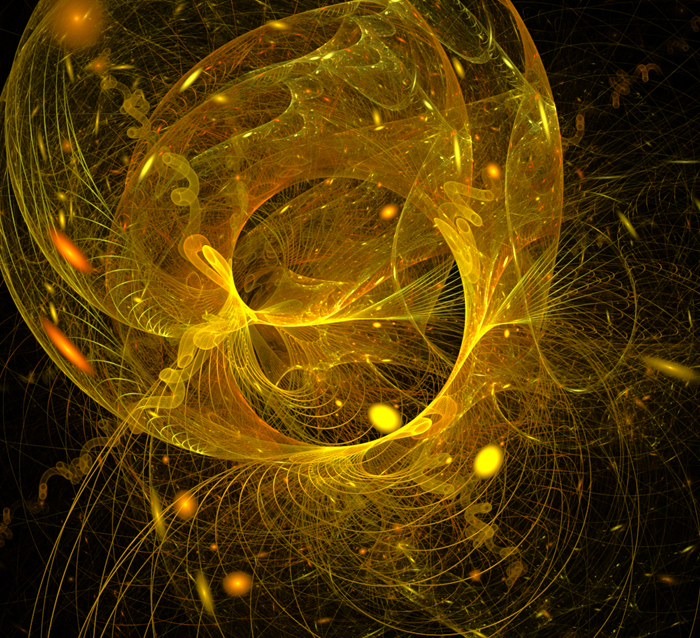
Apophysis fraktálkép

A képzőművészek körében legelterjedtebb és legkedveltebb professzionális fraktálgeneráló szoftverek, melyekkel állóképek és animációk készíthetők.
- Apophysis nyílt forráskódú, ingyenes
- Chaos Pro ingyenes
- Fractal Science Kit ingyenes
- Fractint ingyenes
- Ultra Fractal fizetős

## Fraktálművészek

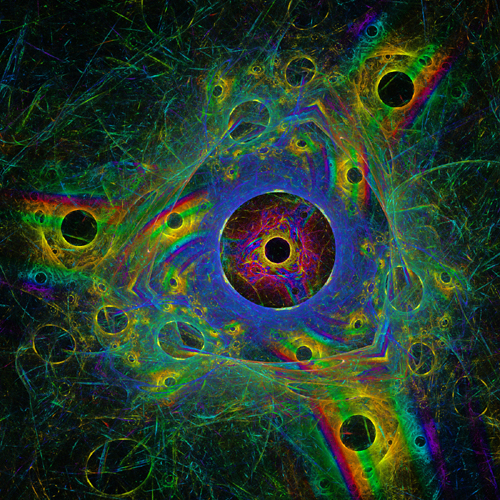
Szlávics Alexa alkotása

A fejlett számítástechnikai feltételekhez kötött művészeti ág kiemelkedő alkotói először az Egyesült Államokban, Európa nyugati felén Angliában és Németországban jelentek meg, de az ezredfordulóra világszerte kedvelt művészeti ággá fejlődött. A fraktálművészet szerteágazó ismeretet igényel a művészektől, speciális szaktudással rendelkező művészek foglalkoznak vele. A szépművészetek gyakorlati festészeti, grafikai, színkezelési ismeretei mellett a számítógépes grafikai szoftverek, professzionális fraktálgeneráló szoftverek, és matematikai, geometriai alaptudás szükségesek az alkotáshoz. A szkriptírás ismerete kitágítja az alkotás lehetőségeit ebben a műfajban. A magas művészi színvonalon létrehozott fraktál alkotások koncentrációt, aprólékos, kitartó munkát követelnek, ugyanúgy, mint korábban egy rézkarc, vagy olajkép létrehozása.
A fraktálgenerálás populáris formája, a véletlenszerű fraktálábrákat megjelenítő egyszerűbb szoftverek képei nem feltétlenül tekinthetők művészeti alkotásoknak, népszerűségük mellett inkább a hobbi, szabadidős tevékenység körébe sorolhatók. A fraktálművészeten belül külön stílusként jelentek meg a szakrális geometriával, színterápiával, művészetterápiával foglalkozó alkotók az ősi kultúrák, vallások hagyományaihoz köthető alkotásai. Ebbe az ágba tartoznak a legkülönfélébb fraktál mandalák, melyeknek formaviláguk és színviláguk miatt harmonizáló hatást tulajdonítanak. A fraktál mandalák népszerűsége a nyugati világban korábban széles körben kedvelté vált buddhista vallási hagyományok jelképei elterjedésének is köszönhető.

## Fraktálművészek Magyarországon
Hazánkban még kevéssé ismert és elterjedt a fraktálművészet úgy a közönség, mint az alkotók körében. A korábbi képzőművész generációk közül elsősorban a konstruktivista művészet alkotóinak munkásságában találkozhattunk fraktál jellegű művekkel, az önálló digitális fraktálművészeti ág kialakulásával azonban ezek az alkotások kiszorulnak a szorosan vett fraktálművészet fogalomköréből. Szlávics Alexa magyar képzőművész fraktálművészeti alkotótevékenysége nemzetközi összehasonlításban is figyelemre méltó. Fraktálművészeti alkotásai elismerő nemzetközi visszhangot kaptak. Fraktál állóképeket, animációkat egyaránt készít. Fraktál alkotásaival folyamatosan jelen van a nemzetközi fraktálművészeket tömörítő legkiemelkedőbb művészeti közösségekben. A fraktálművészet témában írt cikkeivel, internetes és sajtóban közölt publikációkkal népszerűsíti a fraktálművészetet, hogy minél szélesebb körben ismertté váljon Magyarországon is.

## Nemzetközi ismertséget szerzett fraktálművészek
(válogatott lista)
- Scott Draves világhírű videoművész, matematikus, szoftverfejlesztő, a flame algoritmus megalkotója (USA)
- Brian Eno világhírű zeneszerző, komponista, művész (Anglia)
- L. Kerry Mitchell matematikus, fraktálművész (USA)
- Michael Edwards zeneszerző (Anglia)
- David April fotográfus szoftverfejlesztő (Chicago, USA)
- Karin Kuhlmann festő (Németország)
- Sipo Liimatainen képzőművész (Toijala, Akaa, Finnország)
- Szlávics Alexa képzőművész (Magyarország)

## Jelentősebb művészeti közösségek
A fraktálművészek nemzetközi közösségekbe tömörülnek elsősorban művészeti közösségi webportálokon. Legjelentősebbek ezek közül a DeviantART és a Fine Art America, de a legtöbb online művészeti közösségben a digitális művészeti kategóriában jelen van a fraktálművészet. Az Apophysis szoftverrel alkotó fraktálművészek a maguk által alkotott ún. .flam adatállományokat, a generáláshoz szükséges szkript adatállományokat, valamint alkotásaikat is megosztják egymással.

## Fraktálművészet a műtárgy kereskedelemben
A fraktálképek népszerűek a közönség körében. Elsősorban a filmipar, a reklámipar alkalmazza a fraktálművészeti alkotásokat. A múzeumi minőségű, minősített giclée nyomtatási technológia megjelenésével a new media ágba sorolt, számítógéppel létrehozott műalkotások, így a fraktálképek papírra és festővászonra nyomtatott, keretezett, falra akasztható változatai bekerültek a művészeti alkotások kereskedelmi forgalmába. A populárisabb változatokat, fraktálképeket ábrázoló különféle használati tárgyakat számtalan webáruház kínálja vásárlóinak világszerte.

### További külső hivatkozások
- DeviantART fraktálművészet
- fractalus.com
- Fine Art America nemzetközi művészeti portál USA
- youtube: Fraktál animáció
- Fraktál mandalák
- termeszetvilaga.hu: Fraktál zene Archiválva 2011. február 18-i dátummal a Wayback Machine-ben
- Fraktálgeneráló szoftverek gyűjteménye Archiválva 2013. január 25-i dátummal a Wayback Machine-ben
- Apophysis nyílt forráskódú szoftver fejlesztői oldala
- A flame algoritmus (angol)
- Fraktál mandalák - Ezoporta Magazin 2011. decemberi lapszám[halott link] szerző: Szlávics Alexa
- ÉLET Magazin, Fraktál energiakódok Archiválva 2012. szeptember 25-i dátummal a Wayback Machine-ben 2012 április-májusi lapszám, szerző: Szlávics Alexa
- Fraktál Mandala Blog
- ÉLET Magazin, A fraktálokról Archiválva 2012. szeptember 25-i dátummal a Wayback Machine-ben 2012 június-júliusi lapszám, szerző: Szlávics Alexa